# Titowo (obwód kałuski)
Titowo (ros. Титово) – wieś (sieło) w Rosji, w obwodzie kałuskim, w rejonie fierzikowskim. W 2010 liczyła 124 mieszkańców.